# T-95
T-95 este un tanc principal de luptă din generația a patra, fabricat la uzinele Uralvagonzavod din Nijni Taghil, Rusia, înainte de a opri producția în mai 2010.